# Альбини, Адриана
Адриана Альбини (итал. Adriana Albini, род. 2 сентября 1955, Венеция, Италия) — итальянская патологоанатом и исследовательница рака.
Она разработала концепцию ангиопрофилактики, которую можно использовать для контроля развития рака. Она участвует в соревнованиях по фехтованию, и шесть её романов были опубликованы. В 2000 году она была научным руководителем Fondazione MultiMedica Onlus в Милане.

## Биография

### Ранняя жизнь
Альбини родился в Венеции 2 сентября 1955 года.
В 1985 году она получила докторскую степень и работала научным сотрудником в Институте биохимии Макса Планка.

### Карьера
Она работает в Милане в Fondazione MultiMedica Onlus, где занимает должность научного руководителя. Она разработала концепцию ангиопрофилактики. Ангиогенез — это процесс формирования кровеносных сосудов, и поэтому предотвращение этого процесса может быть использовано для предотвращения развития заболевания. Альбини и другие учёные показали, что некоторые препараты и натуральные соединения для химиопрофилактики рака на самом деле предотвращают образование кровеносных сосудов в опухоли. Ее концепция получила дальнейшее развитие благодаря выявлению множества других «ангиопротективных» соединений.
Альбини стала первой итальянкой, вошедшей в совет Американской ассоциации по исследованию рака. В 2014 году провинциальный совет Брешии наградил её премией «Donne Che Ce L’hanno Fatta». В следующем году она получила награду «Специальное признание» от Международной сети женщин-изобретателей и новаторов Европейского союза (EUWIIN). В 2020 году Альбини была включена в список «100 женщин Би-би-си».

## Личная жизнь

### Другие интересы
Альбини написала шесть романов под псевдонимом. Она также участвует в соревнованиях по фехтованию и в мае 2015 года завоевала серебряную медаль на чемпионате Европы по фехтованию среди ветеранов в своей возрастной категории, уступив Марья-Лиисе Сомерёйя из Финляндии.